# Kovács Sándor (püspök, 1869–1942)
Kovács Sándor (Nagyveleg, 1869. május 20. – Budapest, 1942. március 31.) a Dunáninneni evangélikus egyházkerület püspöke 1935-től haláláig.

## Élete
Kovács János és Farkas Éva jobbágy szülők fia. A gimnázium alsóbb osztályait Győrött, a felsőbbeket 1884–1888 között Sopronban végezte. Teológiát 1888–1891-ben ugyanott, 1892–1893-ban Pozsonyban hallgatott, a közbeeső éveket nevelősködéssel töltve. 1893-ban külföldre ment és ezévi október 23-tól egy évig a hallei egyetemen időzött. Hazatérvén, 1894-től a budapesti egyetemnek volt hallgatója, ezalatt újból nevelőséggel foglalkozván. 1896-ban magántanár, majd miután 1900-ban teológiai tanári vizsgálatot tett, 1904-ben rendkívüli, 1907-ben rendes tanár lett a pozsonyi teológiai akadémián, melynek 1917-től igazgatói tisztét is vitte. Az államfordulat után Budapesten folytatta működését, míg 1923-ban a pécsi egyetem soproni hittudományi karára neveztetett ki a magyar protestántizmus történetének és az egyházjognak nyilvános rendes tanárául. Miután emellett a dunáninneni egyházkerületnek huzamosabb időn át a főjegyzői tisztét is betöltötte, 1935-ben püspökké választotta a kerület. Mint ilyen, 1936-ban a sámsonházai lelkészséget foglalta el, egyetemi tanárságáról nyugalomba lépve. A Magyar Protestáns Irodalmi Társaság 1908-ban választmányi tagjai, a Debreceni Egyetem 1917-ben teológiai díszdoktorai közé sorozta, a Luther-társaságnak pedig 1921-től 1937-ig főtitkára volt, azután 1941-ig elnöke.

## Művei
Szerkesztésében jelent meg az Ev. Őrálló (1905–1907. I.), az Ösvény (1913–1930.), a Prot. Esték (I–III. k.,), a Jó Pásztor (1899-től), a Ker. Imádságos Könyv (1899.), a Kis Énekeskönyv (1901.) és a Magyar Prot. Történelmi Emlékek két kötete (1916–17.). Számos egyháztörténelmi tárgyú cikkét közölték különböző közlönyök, sőt napilapok is. 
Önálló művei és nagyobb dolgozatai: 
- A soproni ev. lyceumi Magyar Társaság története 1790–1890. (Sopron, 1890.)
- Jézus a világ világossága (Reformáció-ünnepi prédikáció). (Uo. 1897.)
- Két anya harca a 17. században. (Budapest, 1897.)
- A kurucvilág költő-asszonya (Prot. Esték I., 1897.).
- Jézus az, aki eljövendő vala (Prédikáció). (Kecskemét, 1898.)
- I. Rákóczy György és a pápás renaissance (Prot. Szle, 1899.).
- A fejedelemasszony udvara (Prot. Esték II., 1899.).
- A ker. ember igazi gazdagsága (Prédikáció). (Balassagyarmat, 1899.)
- Lorántfi Zsuzsánna az eklézsiában (Prot. Szle, 1901.).
- Lorántfi Zsuzsánna a gyermekei között (Uo. 1902.).
- Zay Amália bárónő. (Budapest, 1902.)
- Rákóczi lelke. (Pozsony, 1903.)
- Prot. nemzeti költészet. (Budapest, 1904.)
- Deák Ferenc és a vallásszabadság (Prot. Szle., 1907.).
- A rabszolgaság kora a prot. egyházban (A Zsilinszky-féle nagy egyháztörténet egy része). (Budapest, 1907.)
- A te parancsodra bevetem a hálót (Prédikáció az országos ev. tanáregyesület megalakulásakor). (Uo. 1908.)
- Radvánszky György két mátkája (Prot. Szle, 1908.).
- Egy híres asszony névtelen anyja (Uo.)
- Két vértanú a 17. századból. (Budapest, 1910.)
- Andreae Ernő. (Pozsony, 1911.)
- Mária útja (Ösvény, 1912.).
- Rimay János (Uo. 1912.).
- Augustinus a pusztában (Uo. 1914.).
- A magyar reformáció és a Nádasdy-ház (Uo. 1916.).
- A hit pajzsa. (Budapest, 1916.)
- A keresztyénség útja (Prot. Esték, III., 1916.).
- Igazgatói beköszöntő beszéd. (Pozsony, 1917.)
- Méreg. (Budapest, 1917.)
- Luther a wormsi gyűlésen… (Uo. 1921.)
- A haladás törvénye a keresztyénség történetében. (Uo. 1928.)
- A speyeri birodalmi gyűlés történelmi jelentősége. (Uo. 1929.)
- A magyar evangélikusság földrajza és néprajza (A „Hitvallás és tudomány” c. kötetben). (Sopron, 1930.)
- Az ágostai hitvallás négyszázados emlékévének okirattára. (Budapest, 1930.)
- Püspöki székfoglaló beszéd. (Uo. 1935.)